# Георгиевка (Александровский район)
Георгиевка — село в Александровском районе Оренбургской области. Административный центр Георгиевского сельсовета.

## География
Село расположено недалеко от районного центра — Александровки.
Часовой пояс
Село Георгиевка как и вся Оренбургская область, находится в часовой зоне МСК+2. Смещение применяемого времени относительно UTC составляет +5:00.

## Население
| 2010 |
| ---- |
| 286  |